# Megan Walsh
Megan Ruby Walsh (19 de febrer de 1997) és una cantant irlandesa que es va unir al grup de cant Celtic Woman el 2018.

## Carrera

### Cross Border Orchestra of Ireland
El 2014, Walsh va guanyar un concurs anomenat The Soloist, patrocinat per la Cross Border Orchestra of Ireland. Va viatjar als Estats Units on va actuar amb l'orquestra en diversos llocs, inclòs el Carnegie Hall de Nova York. Va tornar a Irlanda on va continuar de gira amb l'orquestra com a solista i va destacar com a artista. Durant aquest temps, cantava amb freqüència amb Emmet Cahill de Celtic Thunder i molts altres artistes. Els llocs van incloure el complex Odyssey a Belfast, així com diversos llocs a Dublín: Royal Dublin Society, National Concert Hall, The Helix, Bord Gáis Energy Theatre i el National Convention Center. Va actuar també com a artista destacada al concert del 50è aniversari de l'Association of Irish Musical Societies al Bord Gáis Energy Theatre, a Dublín, i el 2016 es va presentar a l'obertura oficial de la commemoració de la Revolta irlandesa de 1916.

### Celtic Woman
El juliol de 2018, Walsh es va unir a Celtic Woman als Real World Studios per crear el seu darrer àlbum, Ancient Land. L'agost, es va presentar com la nova membre, en substitució de Susan McFadden, que es va acomiadar per formar una família. El seu debut a l'escenari va ser els dies 13 i 14 de setembre de 2018 al comtat de Wexford al castell de Johnstown, on van filmar l'especial de la televisió Ancient Land davant una audiència en directe. Aquest va ser el primer gran concert a l'aire lliure que Celtic Woman havia filmat des del 2009. La seva primera gira amb el grup va ser el desembre de 2018 a la gira "Best of Christmas" dels Estats Units.